# BMW F30
El BMW F30 es la sexta generación de la Serie 3 perteneciente al segmento de los automóviles ejecutivos compactos. Fue anunciado el 14 de octubre de 2011 en Múnich, Alemania, iniciando su producción el 28 de octubre.Salió al mercado el 11 de febrero de 2012. En el tercer cuatrimestre del 2012 se lanzó también una versión touring, denominada F31. Durante los Juegos Olímpicos de Londres 2012 el BMW 320d Efficient Dynamics fue el vehículo más utilizado dado el auspicio oficial de BMW. Fue un modelo nuevo para el mercado norteamericano durante el año 2012, ya que supuso la introducción de un BMW Serie 3 de 4 cilindros, lo que no ocurría desde el modelo 318i de la década de los noventa.

## Estilo

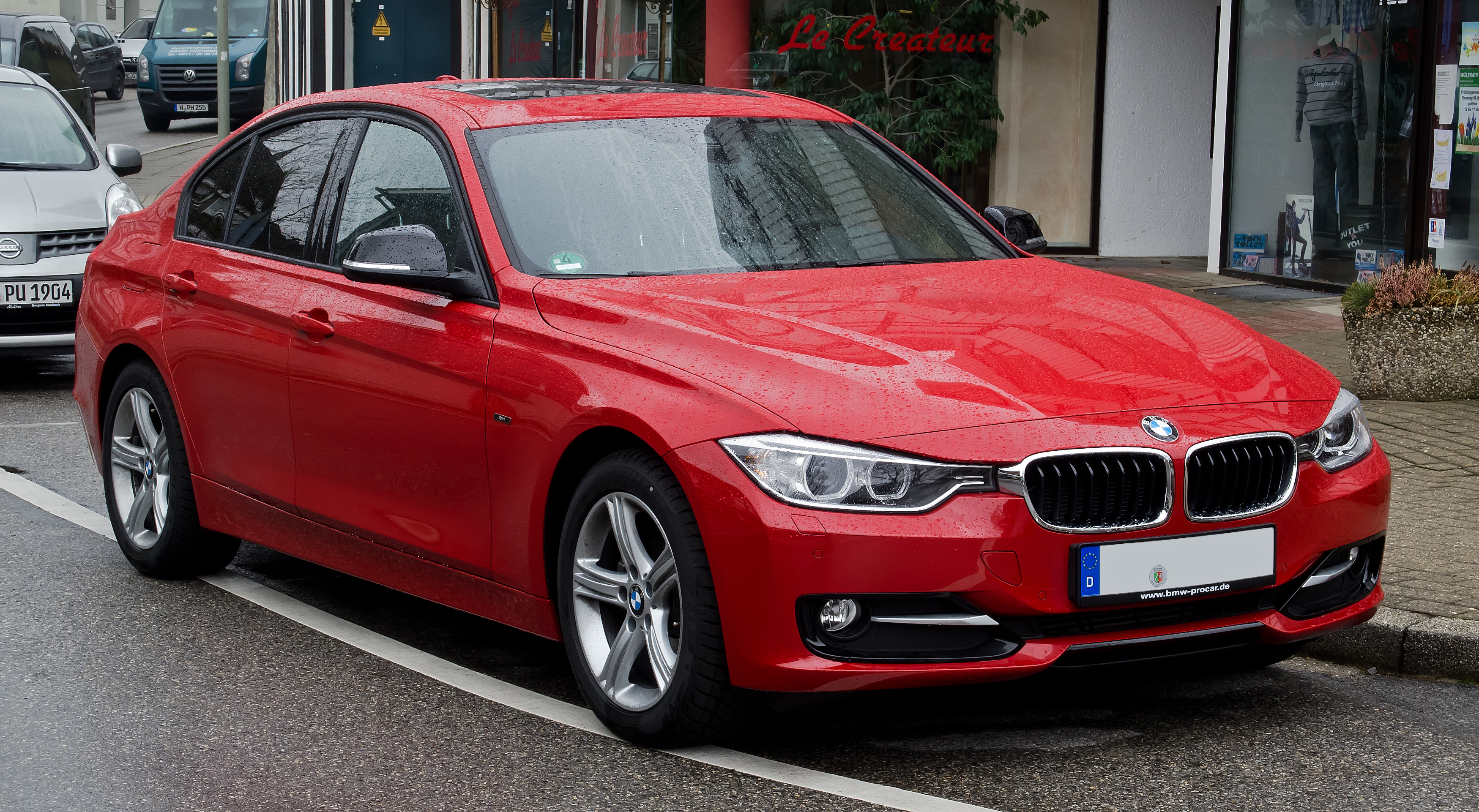
Línea Sport

### Línea Sport
La línea Sport destaca por la parrilla en negro brillante, que proporciona una apariencia más dinámica al diseño del vehículo. El frontal destaca por su rejilla de ocho elementos en forma de riñón con borde cromado, lo que le da un aspecto más deportivo. A esto último también ayudan las inserciones negras en el faldón, lo que hace que los arcos de las ruedas y la toma de aire parezcan más grandes. Los espejos exteriores, el pilar B y las guías de las ventanas poseen una terminación en negro brillante añadiendo una apariencia más agresiva. El interior también fue rediseñado, expresándose a través del contraste de tonos en negro y rojo. Los detalles en rojo se pueden apreciar en los anillos de comando y la costura del volante. La llave inteligente con acabado en rojo y negro también forma parte del nuevo diseño. A partir de julio de 2012 se comenzó a incluir el paquete M Sport.

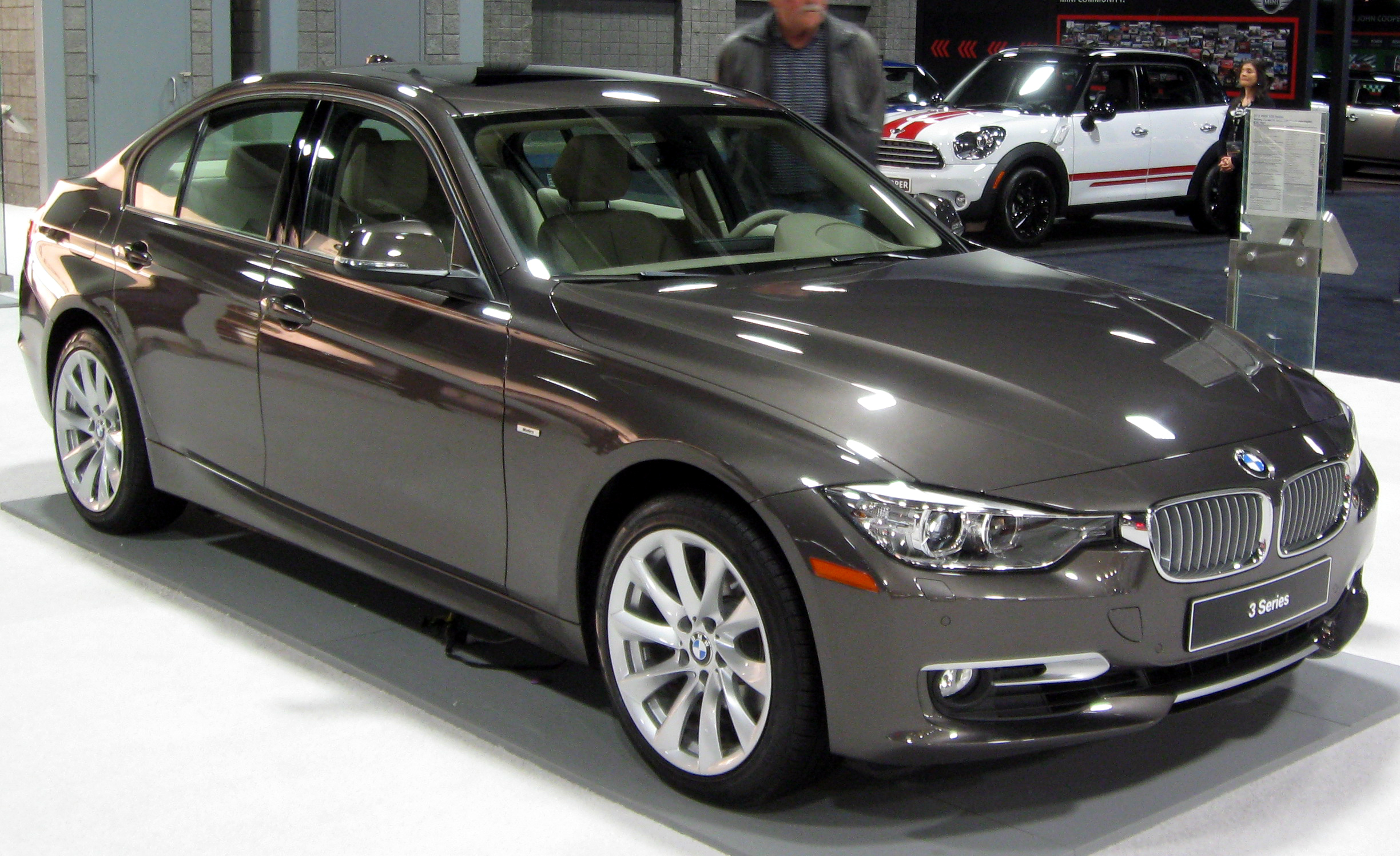
Modern Line

### Línea Modern
La Línea Modern destaca por tener una apariencia más contemporánea y poseer líneas muy particulares en aluminio satinado. La parrilla en forma de riñón, característica de BMW, se compone de once elementos de aluminio satinado que junto con una tira doble recortada para la toma de aire del mismo color ayudan al diseño contemporáneo de la Línea Modern. El pilar B y las guías de las ventanas también se distinguen por ser de aluminio satinado. El interior tiene una apariencia ligera, con un grupo de instrumentos color ostra, además de utilizar una superficie de madera tridimensional con un mejor sentido al tacto. La llave inteligente se identifica por las terminaciones en color ostra y plateadas.

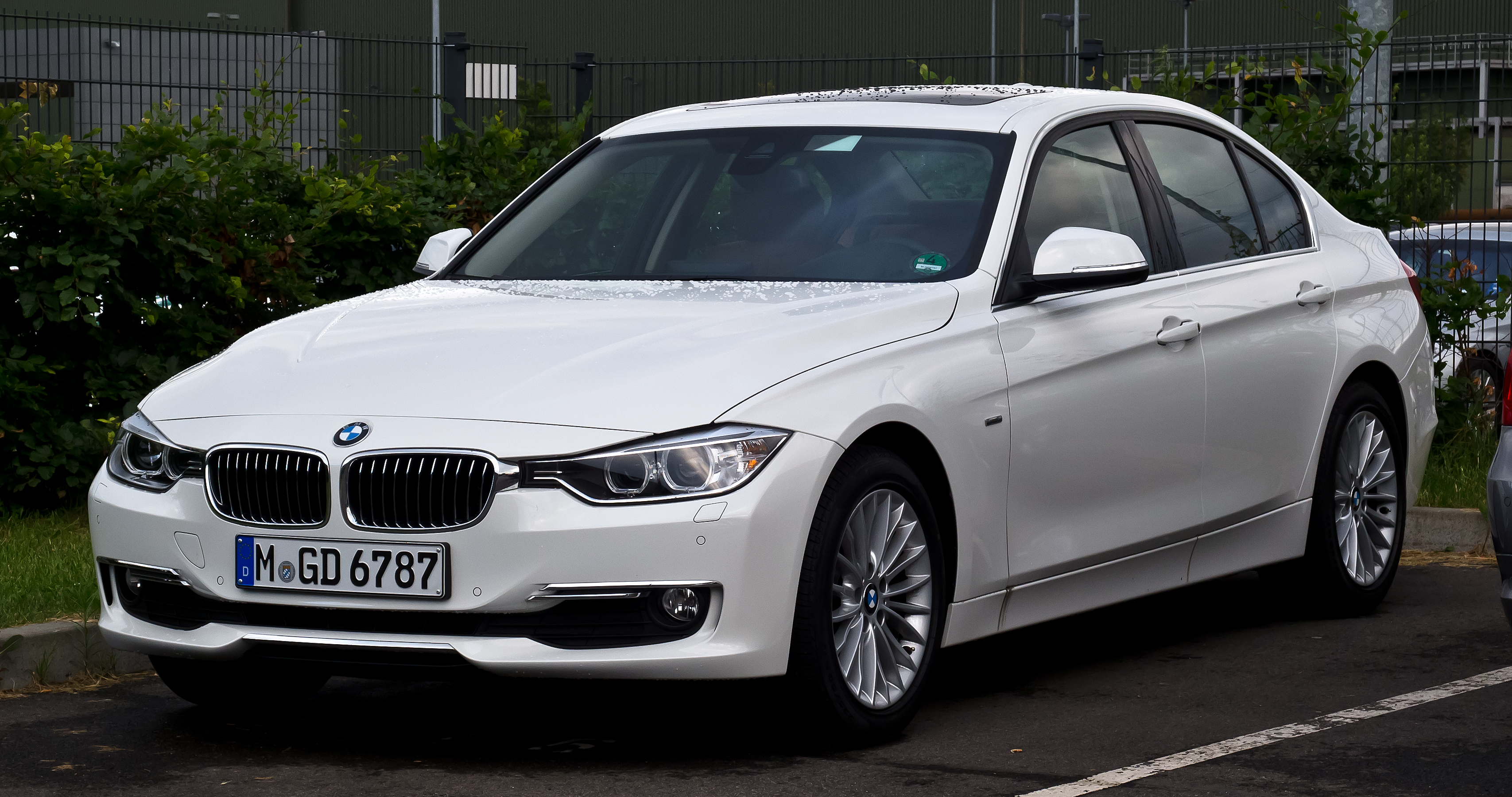
Línea Luxury

### Línea Luxury
La Línea Luxury está definida por elementos cromados, que otorgan una apariencia elegante y exclusiva. La rejilla en forma de riñón está formada por once elementos cromados. Dos tiras cromadas ligeramente desplazadas en las tomas de aire delanteras y otra que va de forma horizontal dan una apariencia más llamativa. Los marcos de las ventanas también son cromados. En la parte posterior también se puede observar una banda cromada que se extiende a lo ancho del faldón trasero, junto con un tubo de escape cromado. Dentro de la cabina se pueden observar detalles cromados en la radio y en la unidad de aire acondicionado. La llave inteligente presenta un acabado en negro con detalles cromados.

## Motorizaciones
Para equipar los motores del Serie 3, BMW utilizó para sus versiones 320i y 328i el motor de 2 litros turbo-alimentado de 4 cilindros en línea N20, alcanzando una potencia de 184 CV y 245 CV respectivamente. Para la versión 335i se siguió usando el mismo seis cilindros en línea que se utilizaba en el E90 y en otros vehículos de la marca, el N55, el cual alcanza los 306 CV. En las versiones diésel se utilizó el motor de 2 litros de 4 cilindros N47 que está optimizado para los nuevos modelos.
| Periodo                        | 2012-2015                                                 | 2015-presente                                             | 2012-2015                                                 | 2012-2015                                                 | 2015-presente                                             | 2012-2015                                                 | 2015-presente                                             | 2012-2015                                                 | 2015-presente                                             | 2014-presente                                     | 2016-2017                                         | 2018-presente                                   |
| Identificación del motor       | N13 B16                                                   | B38 B15                                                   | N13 B16                                                   | N20 B20                                                   | B48 B20                                                   | N20 B20                                                   | B48 B20                                                   | N55 B30                                                   | B58 B30                                                   | S55 B30                                           | S55 B30                                           | S55 B30                                         |
| Tipo de motor                  | L4 16v, inyección directa, twin-scroll turbo, intercooler | L3 12v, inyección directa, twin-scroll turbo, intercooler | L4 16v, inyección directa, twin-scroll turbo, intercooler | L4 16v, inyección directa, twin-scroll turbo, intercooler | L4 16v, inyección directa, twin-scroll turbo, intercooler | L4 16v, inyección directa, twin-scroll turbo, intercooler | L4 16v, inyección directa, twin-scroll turbo, intercooler | L6 24v, inyección directa, twin-scroll turbo, intercooler | L6 24v, inyección directa, twin-scroll turbo, intercooler | L6 24v, inyección directa, biturbo, intercooler   | L6 24v, inyección directa, biturbo, intercooler   | L6 24v, inyección directa, biturbo, intercooler |
| Diámetro x carrera             | 77.0 mm × 85.8 mm                                         | 82.0 mm × 94.6 mm                                         | 77.0 mm × 85.8 mm                                         | 84.0 mm × 90.1 mm                                         | 82.0 mm × 94.6 mm                                         | 84.0 mm × 90.1 mm                                         | 82.0 mm × 94.6 mm                                         | 84.0 mm × 89.6 mm                                         | 82.0 mm × 94.6 mm                                         | 84.0 mm × 89.6 mm                                 | 84.0 mm × 89.6 mm                                 | 84.0 mm × 89.6 mm                               |
| Cilindrada                     | 1598 cm³                                                  | 1499 cm³                                                  | 1598 cm³                                                  | 1997 cm³                                                  | 1998 cm³                                                  | 1997 cm³                                                  | 1998 cm³                                                  | 2979 cm³                                                  | 2998 cm³                                                  | 2979 cm³                                          | 2979 cm³                                          | 2979 cm³                                        |
| Relación de compresión         | 10.5: 1                                                   | 11.0: 1                                                   | 10.5: 1                                                   | 10.0: 1                                                   | 11.0: 1                                                   | 10.0: 1                                                   | 10.2: 1                                                   | 10.2: 1                                                   | 11.0: 1                                                   | 10.2: 1                                           | 10.2: 1                                           | 10.2: 1                                         |
| Potencia máxima: CV (kW) @ rpm | 136 CV (100 kW) @ 4400-6450                               | 136 CV (100 kW) @ 4400-6000                               | 170 CV (125 kW) @ 4800-6450                               | 184 CV (135 kW) @ 5000                                    | 184 CV (135 kW) @ 5000-6500                               | 245 CV (180 kW) @ 5000-6500                               | 252 CV (185 kW) @ 5200-6500                               | 306 CV (225 kW) @ 5800-6400                               | 326 CV (240 kW) @ 5500-6500                               | 431 CV (317 kW) @ 5500-7300                       | 450 CV (331 kW) @ 7000                            | 460 CV (338 kW) @ 6250                          |
| Par máximo: Nm @ rpm           | 220 Nm @ 1350                                             | 220 Nm @ 1250-4300                                        | 250 Nm @ 1500-4500                                        | 270 Nm @ 1250-4500                                        | 270 Nm @ 1350-4600                                        | 350 Nm @ 1250-4800                                        | 350 Nm @ 1450-4800                                        | 400 Nm @ 1200-5000                                        | 450 Nm @ 1380-5000                                        | 550 Nm @ 1850-5500                                | 550 Nm @ 1850-5500                                | 600 Nm @ 4000-5380                              |
| Tracción                       | Trasera                                                   | Trasera                                                   | Trasera                                                   | Trasera / Total (xDrive)                                  | Trasera / Total (xDrive)                                  | Trasera / Total (xDrive)                                  | Trasera / Total (xDrive)                                  | Trasera / Total (xDrive)                                  | Trasera / Total (xDrive)                                  | Trasera                                           | Trasera                                           | Trasera                                         |
| Transmisión                    | Manual, 6 velocidades / Automática, 8 velocidades         | Manual, 6 velocidades / Automática, 8 velocidades         | Manual, 6 velocidades / Automática, 8 velocidades         | Manual, 6 velocidades / Automática, 8 velocidades         | Manual, 6 velocidades / Automática, 8 velocidades         | Manual, 6 velocidades / Automática, 8 velocidades         | Manual, 6 velocidades / Automática, 8 velocidades         | Manual, 6 velocidades / Automática, 8 velocidades         | Manual, 6 velocidades / Automática, 8 velocidades         | Manual, 6 velocidades / Automática, 7 velocidades | Manual, 6 velocidades / Automática, 7 velocidades | Automática, 7 velocidades                       |
| Aceleración 0–100 km/h         | 8.9 s                                                     | 8.9 s                                                     | 7.9 s                                                     | 7.3 s                                                     | 7.2 s                                                     | 5.9 s                                                     | 5.9 s                                                     | 5.5 s                                                     | 5.2 s                                                     | 4.3 s                                             | 4.2 s                                             | 3.9 s                                           |
| Velocidad máxima               | 210 km/h                                                  | 210 km/h                                                  | 230 km/h                                                  | 235 km/h                                                  | 235 km/h                                                  | 250 km/h (Limitada electrónicamente)                      | 250 km/h (Limitada electrónicamente)                      | 250 km/h (Limitada electrónicamente)                      | 250 km/h (Limitada electrónicamente)                      | 250 km/h (Limitada electrónicamente)              | 250 km/h (Limitada electrónicamente)              | 280 km/h (Limitada electrónicamente)            |
| Consumo combinado (L/100 Km)   | 5.8-5.9                                                   | 5.5-5.1                                                   | 5.3                                                       | 6.1-6.3                                                   | 5.5-5.9                                                   | 6.4                                                       | 6.1-6.5                                                   | 7.9                                                       | 7.4-7.7                                                   | 9.1                                               | 9.1                                               | 8.3                                             |
| Normativa anticontaminación    | Euro 5                                                    | Euro 6                                                    | Euro 5                                                    | Euro 5                                                    | Euro 6                                                    | Euro 5                                                    | Euro 6                                                    | Euro 5                                                    | Euro 6                                                    | Euro 6                                            | Euro 6                                            | Euro 6                                          |

| Periodo                        | 2012-2015                                                  | 2015-presente                                              | 2012-2015                                                  | 2015-presente                                              | 2011-2015                                                  | 2015-presente                                              | 2011-2015                                                  | 2015-presente                                              | 2013-2015                                                    | 2015-2018                                                    | 2012-presente                                              | 2013-presente                                                |
| Identificación del motor       | N47 D20                                                    | B47 D20                                                    | N47 D20                                                    | B47 D20                                                    | N47 D20                                                    | B47 D20                                                    | N47 D20                                                    | B47 D20                                                    | N47 D20                                                      | B47 D20                                                      | N57 TUD30 OL                                               | N57 TUD30 TOP                                                |
| Tipo de motor                  | L4 16v, inyección directa, common-rail, turbo, intercooler | L4 16v, inyección directa, common-rail, turbo, intercooler | L4 16v, inyección directa, common-rail, turbo, intercooler | L4 16v, inyección directa, common-rail, turbo, intercooler | L4 16v, inyección directa, common-rail, turbo, intercooler | L4 16v, inyección directa, common-rail, turbo, intercooler | L4 16v, inyección directa, common-rail, turbo, intercooler | L4 16v, inyección directa, common-rail, turbo, intercooler | L4 16v, inyección directa, common-rail, biturbo, intercooler | L4 16v, inyección directa, common-rail, biturbo, intercooler | L6 24v, inyección directa, common-rail, turbo, intercooler | L6 24v, inyección directa, common-rail, biturbo, intercooler |
| Diámetro x carrera             | 84.0 mm × 90.0 mm                                          | 84.0 mm × 90.0 mm                                          | 84.0 mm × 90.0 mm                                          | 84.0 mm × 90.0 mm                                          | 84.0 mm × 90.0 mm                                          | 84.0 mm × 90.0 mm                                          | 84.0 mm × 90.0 mm                                          | 84.0 mm × 90.0 mm                                          | 84.0 mm × 90.0 mm                                            | 84.0 mm × 90.0 mm                                            | 84.0 mm × 90.0 mm                                          | 84.0 mm × 90.0 mm                                            |
| Cilindrada                     | 1995 cm³                                                   | 1995 cm³                                                   | 1995 cm³                                                   | 1995 cm³                                                   | 1995 cm³                                                   | 1995 cm³                                                   | 1995 cm³                                                   | 1995 cm³                                                   | 1995 cm³                                                     | 1995 cm³                                                     | 2993 cm³                                                   | 2993 cm³                                                     |
| Relación de compresión         | 16.5: 1                                                    | 16.5: 1                                                    | 16.5: 1                                                    | 16.5: 1                                                    | 16.5: 1                                                    | 16.5: 1                                                    | 16.5: 1                                                    | 16.5: 1                                                    | 16.5: 1                                                      | 16.5: 1                                                      | 16.5: 1                                                    | 16.5: 1                                                      |
| Potencia máxima: CV (kW) @ rpm | 116 CV (85 kW) @ 4000                                      | 116 CV (85 kW) @ 4000                                      | 143 CV (105 kW) @ 4000                                     | 150 CV (110 kW) @ 4000                                     | 163 CV (120 kW) @ 4000                                     | 163 CV (120 kW) @ 4000                                     | 184 CV (135 kW) @ 4000                                     | 190 CV (140 kW) @ 4000                                     | 218 CV (160 kW) @ 4400                                       | 225 CV (165 kW) @ 4400                                       | 258 CV (190 kW) @ 4000                                     | 313 CV (230 kW) @ 4400                                       |
| Par máximo: Nm @ rpm           | 260 Nm @ 1750-2500                                         | 270 Nm @ 1250-2750                                         | 320 Nm @ 1750-2500                                         | 320 Nm @ 1500-3000                                         | 380 Nm @ 1750-2750                                         | 400 Nm @ 1750-2250                                         | 380 Nm @ 1750-2750                                         | 400 Nm @ 1750-2500                                         | 450 Nm @ 1500-2500                                           | 450 Nm @ 1500-3000                                           | 560 Nm @ 1500-3000                                         | 630 Nm @ 1500-2500                                           |
| Tracción                       | Trasera                                                    | Trasera                                                    | Trasera / Total (xDrive)                                   | Trasera / Total (xDrive)                                   | Trasera                                                    | Trasera                                                    | Trasera / Total (xDrive)                                   | Trasera / Total (xDrive)                                   | Trasera / Total (xDrive)                                     | Trasera / Total (xDrive)                                     | Trasera / Total (xDrive)                                   | Total                                                        |
| Transmisión                    | Manual, 6 velocidades / Automática, 8 velocidades          | Manual, 6 velocidades / Automática, 8 velocidades          | Manual, 6 velocidades / Automática, 8 velocidades          | Manual, 6 velocidades / Automática, 8 velocidades          | Manual, 6 velocidades / Automática, 8 velocidades          | Manual, 6 velocidades / Automática, 8 velocidades          | Manual, 6 velocidades / Automática, 8 velocidades          | Manual, 6 velocidades / Automática, 8 velocidades          | Manual, 6 velocidades / Automática, 8 velocidades            | Manual, 6 velocidades / Automática, 8 velocidades            | Automática, 8 velocidades                                  | Automática, 8 velocidades                                    |
| Aceleración 0–100 km/h         | 10.9 s                                                     | 10.6 s                                                     | 9.1 s                                                      | 8.6 s                                                      | 8.0 s                                                      | 7.9 s                                                      | 7.5 s                                                      | 7.3 s                                                      | 6.8 s                                                        | 6.5 s                                                        | 5.6 s                                                      | 4.8 s                                                        |
| Velocidad máxima               | 202 km/h                                                   | 205 km/h                                                   | 210 km/h                                                   | 215 km/h                                                   | 230 km/h                                                   | 230 km/h                                                   | 235 km/h                                                   | 235 km/h                                                   | 245 km/h                                                     | 245 km/h                                                     | 250 km/h (Limitada electrónicamente)                       | 250 km/h (Limitada electrónicamente)                         |
| Consumo combinado (L/100 Km)   | 4.3-4.5                                                    | 3.9-4.3                                                    | 4.4-4.5                                                    | 4.0-4.4                                                    | 4.1                                                        | 3.9-4.3                                                    | 4.5-4.6                                                    | 4.0-4.4                                                    | 4.9-5.0                                                      | 4.6-4.9                                                      | 4.9                                                        | 5.4                                                          |
| Normativa anticontaminación    | Euro 5                                                     | Euro 6                                                     | Euro 5                                                     | Euro 6                                                     | Euro 5                                                     | Euro 6                                                     | Euro 5                                                     | Euro 6                                                     | Euro 5                                                       | Euro 6                                                       | Euro 5, Euro 6                                             | Euro 5, Euro 6                                               |

## Ediciones especiales

### 320d Efficient Dynamics
El BMW 320d Efficient Dynamics Edition logra un consumo medio de combustible de 4,1 litros cada 100 kilómetros (24,39 km/l) y emisiones de 109 gramos de CO2 por kilómetro, con transmisión automática o manual. Esto lo puede lograr gracias a la inclusión de la función Auto Start-Stop, regeneración de energía durante el frenado y un modo 'ECO PRO'. La función Auto Start-Stop permite que el motor del vehículo se apague cuando no se encuentra en movimiento, tal como sucede durante una parada o durante algún atasco, para ahorrar combustible. El sistema de regeneración de energía durante el frenado permite utilizar la energía que se genera durante una frenada inyectándola al sistema eléctrico del vehículo. Finalmente el modo ECO PRO modifica la forma en que la potencia es utilizada, además de modificar el funcionamiento del aire acondicionado reduciendo el gasto de combustible en aproximadamente un 20%. Debido a las peticiones de los clientes, el sistema Auto Start-Stop puede ser desactivado en el concesionario.

### Active Hybrid3
BMW lanzó al mercado en septiembre de 2012 la versión híbrida de este Serie 3, combinando el motor del 335i con uno eléctrico de 40 kW (53,64 CV), alcanzando una potencia máxima de 250 kW (340 CV). Su consumo promedio es de 5,9 litros cada 100 kilómetros (16,95 km/l). Debido a la ubicación de la batería en el maletero, su capacidad se redujo a 390 litros.